# Hagnagora ephestris
Hagnagora ephestris es una especie de polilla de la familia de las geométridas. Habita en Colombia.
Tanto las ephestris como las relacionadas Hagnagora discordata muestran una pronunciada mancha amarilla en el ala anterior que no la tienen las Hagnagora luteoradiata. A diferencia de las discordata, la banda transversal amarilla en el ala anterior de las ephestris alcanza el margen exterior del ala. Además, la banda es más ancha que en las discordata, mientras que el campo amarillo del ala posterior es más estrecha, particularmente hacia la mitad del ala.